# Łupek ropny
Łupek ropny, łupek parafinowy – skała osadowa, odmiana łupka ilastego lub marglistego nasycona ropą naftową lub produktami jej wietrzenia.
Od łupków bitumicznych różnią się tym, że za pomocą rozpuszczalników organicznych można z nich wyekstrahować bituminy.